# 橋本悟志
橋本 悟志（はしもと さとし、1999年7月21日 - ）は、日本の俳優。ウイントアーツに所属していた。
大阪府出身。身長178cm、スリーサイズB:86cm、W:73cm、H:89cm。靴のサイズは26.5cm。

## 人物
『ドラえもん』が大好き。好きな色はピンク。学生時代はサッカー部に所属。
最近ソロキャンプにハマっている。特技は小栗旬のモノマネ。

## 出演

### テレビドラマ
- EX「ジモトに帰れないワケあり男子の14の事情」episode5いえないふたり（2021年5月9日）
- CX木曜劇場「SUPER RICH」（2021年10月） - スリースターブックスレギュラー社員役
- EX「暴太郎戦隊ドンブラザーズ」ドン3話　あかりどろぼう（2022年3月20日） - 不眠症の青年役
- TBSドラマイズム「明日、私は誰かのカノジョ」4話（2022年5月3日） - 元彼 役
- TBSドラマストリーム「理想ノカレシ」1話 （2022年5月31日） - 高校生 役
- 警視庁考察一課（2022年） - 千原イアン 役
- 日本テレビ「大病院占拠」(2023年1月-) - 加賀大輝 役

### 再現VTR
- EX「仙谷武将総選挙」再現VTR （2019年12月28日）－竹中半兵衛役
- NHK総合「逆転人生」再現VTR（2020年6月22日）
- NTV「ザ！世界仰天ニュース」耳から水 再現VTR（2020年9月8日）
- NTV「ザ！世界仰天ニュース4時間SP」夢を叶えた同級生芸人 再現VTR（2021年1月5日）－ユウタ役
- NTV「news every.」越後屋食堂再現VTR（2022年3月9日）
- TBS「水曜日のダウンタウン」K.カズミ再現VTR（2022年6月1日）－元彼役
- NTV「ザ！世界仰天ニュース西鉄バスジャックの真実SP」キレる17歳　西鉄バスジャックの真実 再現VTR（2021年1月5日）－犯人役

### 映画
- 瀬戸大橋開通30周年記念事業「かみいさん」（2018年10月）－太一 役
- 「やがて海へと届く」（2022年4月）－【監督：中川龍太郎】

### MV
- 阿部真央「どうしますか、あなたなら」（2019年7月）

### CM
- mentos「あるじゃん、夢中！お笑い動画で夢のステージへ」篇（2021年4月）－お笑い芸人役
- キューピーコーワゴールドαプレミアム「タスクリスト長尺」篇（2021年4月）－受験生役
- 東京建物「まちと、あなたと、次の物語を。」篇（2021年7月）－後輩社員役

### 舞台
- ヒューマンアカデミー夏季特別公演「ジプシー」（2017年8月）－カツヤ 役
- スイス銀行第9回公演「ウルトラ早押しギリギリ少女」（2017年10月）－ヤンキー 役
- 総合学園ヒューマンアカデミー大阪校 パフォーミングアーツカレッジ 20期生公演「ヒトミ」（2018年2月）－小沢 役
- ヒューマンアカデミー夏季特別公演「Open」（2018年8月）－木村 役
- ヒューマンアカデミー 卒業公演「教師のシカク」（2018年12月、心斎橋大丸劇場）－主演：斉藤武 役
- ｢アイドルだって人間だもん！」（2019年6月、A-Garage）
- 劇団バター猫のパラドックス｢二進法の彼氏｣（2019年8-9月、コフレリオ新宿シアター）－モトキ 役【演出：石戸浩太朗】池袋演劇祭にて豊島区町会連合会会長賞受賞
- WINTARTS 2nd STAGE「謝罪会見プランナー」（2019年12月、新宿角座）－帯川悟 役【脚本：石田明(NON STYLE)／演出：長谷川優貴(クレオパトラ/エンニュイ)】
- 少年Komplex第三回公演「URI〜雨降ればカッパが笑う〜」（2020年2-3月、コフレリオ 新宿シアター）イヌスケ 役【演出：片山徳人】
- ｢あの日はライオンが咲いていた2020｣（2020年9月、バルスタジオ）－本郷治 役【演出：加治幸太】
- 『家庭教師ヒットマンREBORN! the STAGE -隠し弾（SECRET BULLET）-』（2020年11月、天王洲 銀河劇場 / 京都劇場） - アンダースタディ[注釈 1]
- インヘリット東京『ザ・ファイナル・セカンド〜永遠の一秒1989〜』（2021年11月、彩の国さいたま芸術劇場 小ホール）－影山純次（J） 役【脚本・演出：畠山貴憲】[2]
- インヘリット東京『After/Reset 〜第一章 誕生〜』（2022年6月、バルスタジオ）－タクシ・ユージ 役【脚本・演出：畠山貴憲】
- インヘリット東京 第34回池袋演劇祭参加作品『ザ・ファイナル・セカンド〜永遠の一秒1989〜』（2022年9月、萬劇場）－主演：海軍大尉 大宮英機 役【脚本・演出：畠山貴憲】[3]

### 配信
- YouTube｢OLD ROOTS｣ 1分ホラー｢黒い服の女｣（2019年11月）－桃井駿 役

### その他
- 写真展「戦う役者100人展」（2020年12月、渋谷 ギャラリールデコ）
- 写真展「はじまりの、役者100人展」（2021年12月、渋谷 ギャラリールデコ）